# 五姓田義松
五姓田 義松（ごせだ よしまつ、安政2年4月28日（1855年6月12日） - 大正4年（1915年）9月4日）は、明治期に活躍した画家。

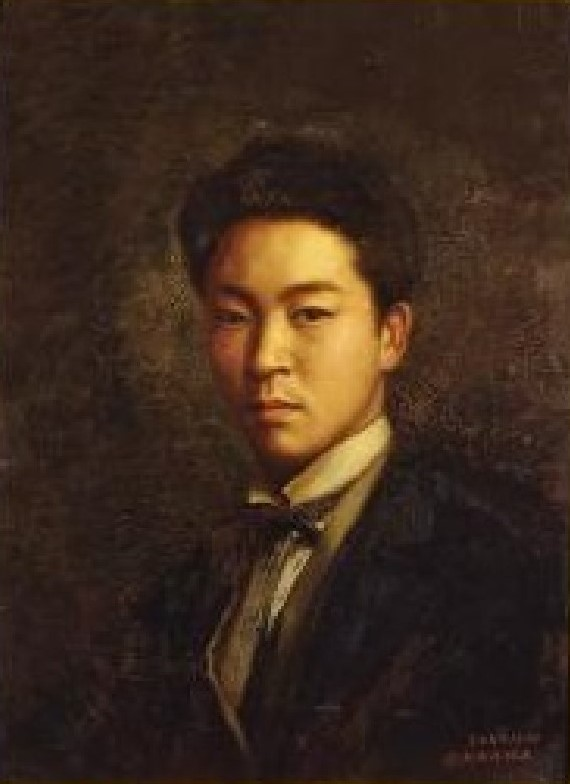
「自画像」1877年（明治10年）

## 経歴
1855年、洋画家である五姓田芳柳の次男として江戸で生まれる。1865年、チャールズ・ワーグマンに師事。1874年、川上冬崖の推薦で陸軍士官学校に図画教師として勤務。1876年、工部美術学校に入学しアントニオ・フォンタネージに師事するが翌1877年に退学。同年、第1回内国勧業博覧会の洋画部門に「阿部川富士図」「自画像」を出品し、鳳紋賞を受賞。これは洋画家としては最高賞である。1878年より明治天皇の御付画家として北陸・東海地方の行幸に同行した。
1880年に渡仏し、レオン・ボナに師事。日本人初のサロン・ド・パリ入選作家となる。1889年、アメリカ合衆国を経由して帰国し、明治美術会の創立に携わる。日清戦争にも従軍した。
1915年、横浜の自宅で死去。
墓は横浜市の日野公園墓地にある。

## 作品
| 作品名                     | 技法               | 形状・員数 | 寸法（縦x横cm） | 所有者                       | 年代                       | サイン                     | 備考                                                       |
| -------------------------- | ------------------ | ---------- | --------------- | ---------------------------- | -------------------------- | -------------------------- | ---------------------------------------------------------- |
| 自画像（十三歳）           | キャンバス・油彩   | 1面        | 31.7×23.7       | 東京芸術大学大学美術館       | 1868年（明治元年）         |                            |                                                            |
| 婦人像                     | キャンバス・油彩   | 1面        | 37.4×28.6       | 東京芸術大学大学美術館       | 1871年（明治4年）          | 明治四年／五姓田義松寫     |                                                            |
| 婦人像                     | キャンバス・油彩   | 1面        | 41.0×34.7       | 個人                         | 1871年（明治4年）頃        |                            |                                                            |
| 少女像                     | 紙・油彩           | 1面        | 43.2×34.2       | 宮城県美術館                 | 不詳                       |                            |                                                            |
| 老母図                     | 紙・油彩           | 1面        | 31.0×24.3       | 神奈川県立歴史博物館         | 1875年（明治8年）          |                            |                                                            |
| 自画像                     | キャンバス・油彩   | 1面        | 73.3×55.0       | 東京芸術大学大学美術館       | 1877年（明治10年）         | 明治十年七月／五姓田義松寫 | 第1回内国勧業博覧会出品                                    |
| 孝明天皇御肖像             | 紙・水彩           | 1面        | 103.4×67.5      | 御物                         | 1878年（明治11年）         |                            |                                                            |
| 明治十一年北陸東海御巡幸図 | 板・油彩／紙・水彩 | 41面       |                 | 御物（侍従職）               | 1878年（明治11年）         |                            |                                                            |
| 昭憲皇太后御肖像           | キャンバス・油彩   | 1面        | 134.5×104.5     | 御物                         | 1879年（明治12年）         |                            |                                                            |
| 根岸友山像                 | キャンバス・油彩   | 1面        | 42.2×36.6       | 個人                         | 1879年（明治12年）         |                            |                                                            |
| 五姓田芳柳像               | キャンバス・油彩   | 1面        | 74.5×52.6       | 東京芸術大学大学美術館       | 1880年（明治13年）         |                            |                                                            |
| 清水の富士                 | キャンバス・油彩   | 1面        | 58.0×100.1      | 東京都現代美術館             | 1880年（明治13年）         |                            | 翌年の第2回内国勧業博覧会出品妙技三等賞                    |
| 井田磐楠像                 | キャンバス・油彩   | 1面        | 46.8×37.7       | 神奈川県立歴史博物館         | 1882年（明治15年）         |                            |                                                            |
| 操芝居                     | キャンバス・油彩   | 1面        | 84.0×119.4      | 東京芸術大学大学美術館       | 1883年（明治16年）         |                            |                                                            |
| パリの風景                 | キャンバス・油彩   | 1面        | 35.3×57.8       | 府中市美術館                 | 1883年（明治16年）         |                            |                                                            |
| 人形の着物                 |                    | 1面        |                 | 笠間日動美術館               | 1883年（明治16年）         |                            |                                                            |
| クリュニー美術館にて       | キャンバス・油彩   | 1面        | 73.0×54.0       | 神奈川県立近代美術館寄託     | 1884年（明治17年）         |                            |                                                            |
| 浅田夫妻像                 | キャンバス・油彩   | 2面        | 59.5×43.5       | 個人（東京国立博物館寄託）   | 1890年（明治23年）         |                            |                                                            |
| 港（横浜風景）             | キャンバス・油彩   | 1面        | 50.0×60.5       | 神奈川県立近代美術館         | 1891年（明治24年）頃       |                            |                                                            |
| 加奈陀ヴィクトリア港景図   | キャンバス・油彩   | 1面        | 89.3×144.8      | 三の丸尚蔵館                 | 1892年（明治25年）         |                            |                                                            |
| 田子之浦図                 | キャンバス・油彩   | 1面        | 79.1×145.5      | 三の丸尚蔵館                 | 1892年（明治25年）         |                            |                                                            |
| 土佐丸                     | キャンバス・油彩   | 1面        | 63.0×98.0       | 日本郵便株式会社             | 1896年（明治29年）         |                            |                                                            |
| 江ノ島図                   | キャンバス・油彩   | 1面        | 39.3×75.9       | 大佛次郎記念館               | 1896年（明治29年）         |                            |                                                            |
| 大隈重信像                 | キャンバス・油彩   | 1面        | 210.0×90.0      | 早稲田大学會津八一記念博物館 | 1901年（明治34年）         |                            |                                                            |
| 緒方洪庵・緒方夫人八重像   | キャンバス・油彩   | 2面        | 59.5×43.3       | 大阪大学適塾記念センター     | 1901年（明治34年）         |                            | 近世の肖像画から描き起こし。注文主は洪庵の三男・緒方惟孝。 |
| 原敬肖像（大礼服）         | キャンバス・油彩   | 1面        | 36.5×29.8       | 原敬記念館                   | 1902年（明治35年）         |                            |                                                            |
| 朝陽の富士                 | キャンバス・油彩   | 1面        | 73.5×98.5       | 茨城県近代美術館             | 1903-05年（明治36-38年）頃 |                            |                                                            |
| 富士                       | キャンバス・油彩   | 1面        | 46.8×101.5      | 静岡県立美術館               | 1905年（明治38年）         |                            |                                                            |
| 浜離宮                     | キャンバス・油彩   | 1面        | 44.0×68.5       | 静岡県立美術館               | 明治30年代                 |                            |                                                            |
| 山の宿                     | キャンバス・油彩   | 1面        | 29.8×41.8       | 神奈川県立歴史博物館         | 明治30年代                 |                            |                                                            |
| 洛西風景                   | キャンバス・油彩   | 1面        | 32.0×46.2       | 神奈川県立歴史博物館         | 1907年（明治40年）         |                            |                                                            |
| 養老滝                     | キャンバス・油彩   | 1面        | 47.5×32.0       | 東京国立博物館               | 不詳                       |                            |                                                            |

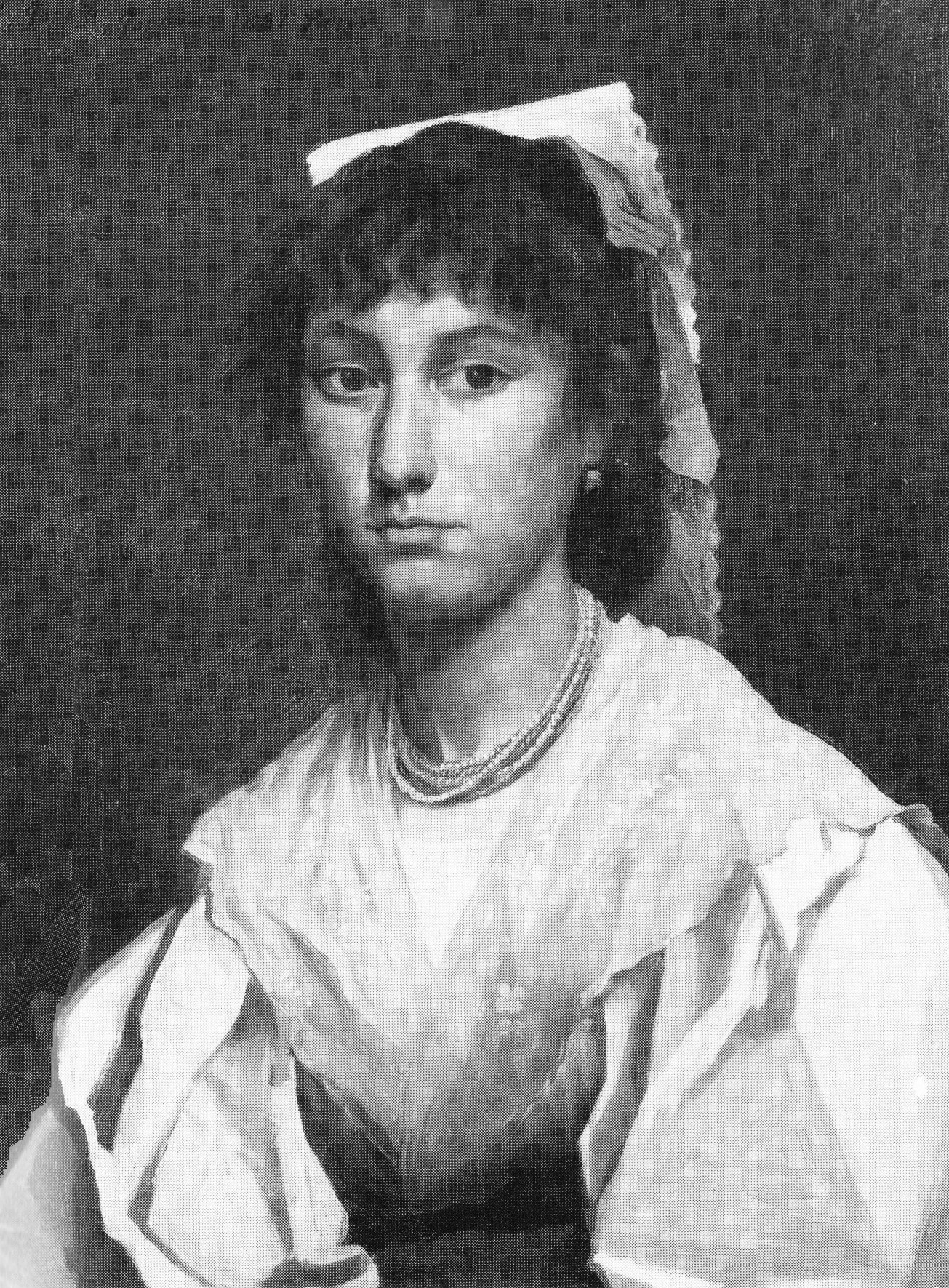
「西洋婦人像」1881年（明治14年）
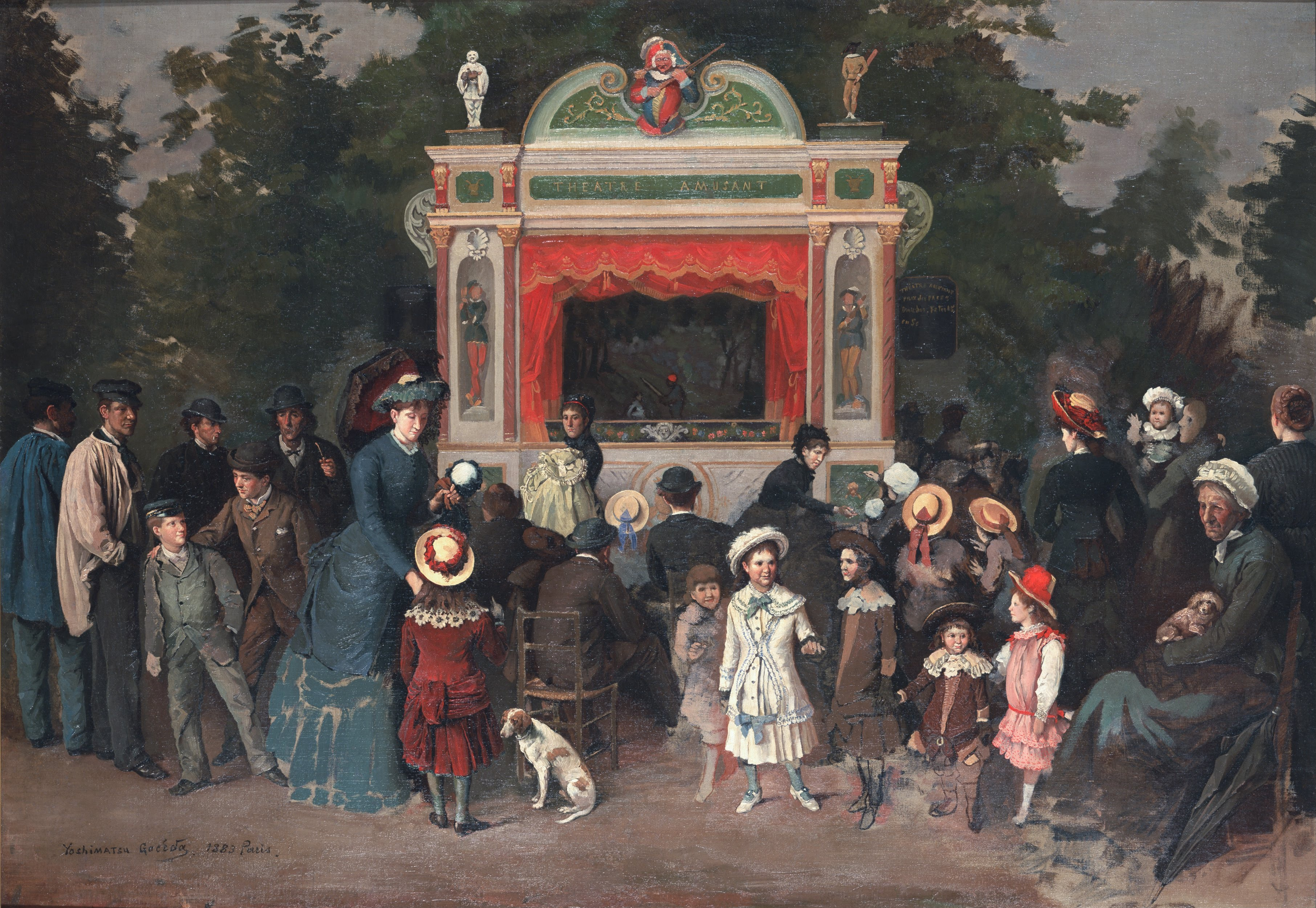
「操芝居」
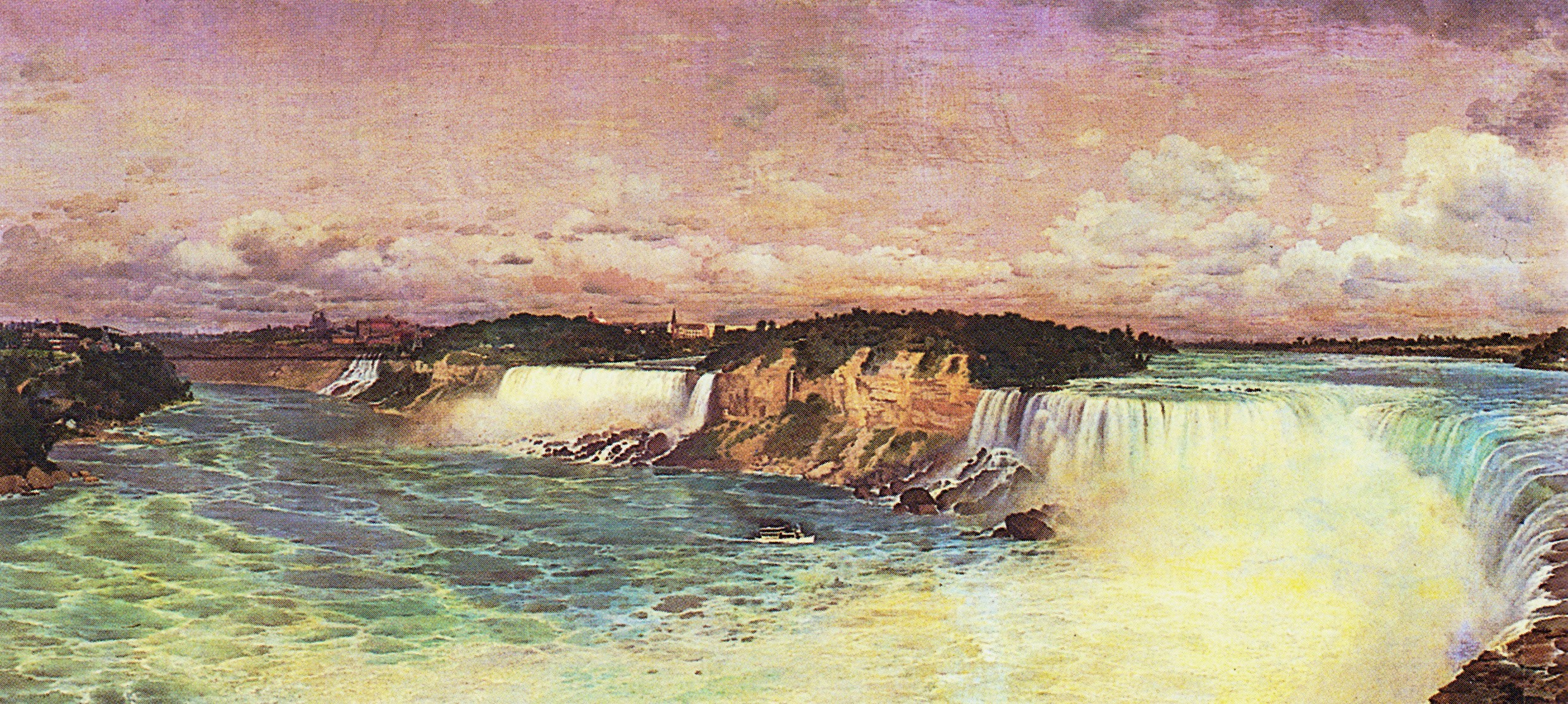
「ナイアガラ景図」1889年（明治22年）
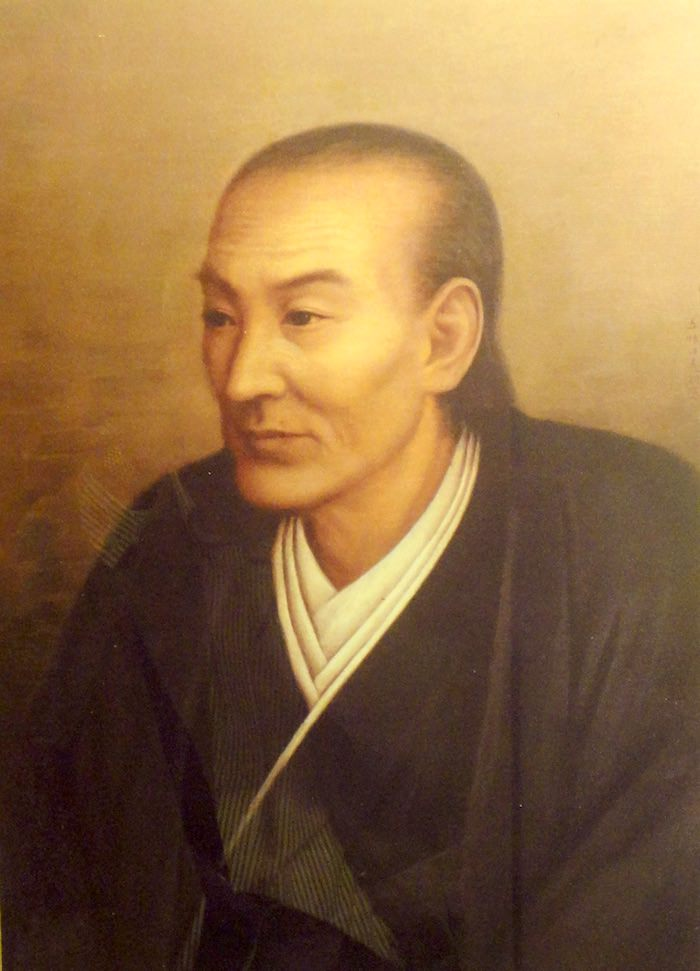
「緒方洪庵肖像」
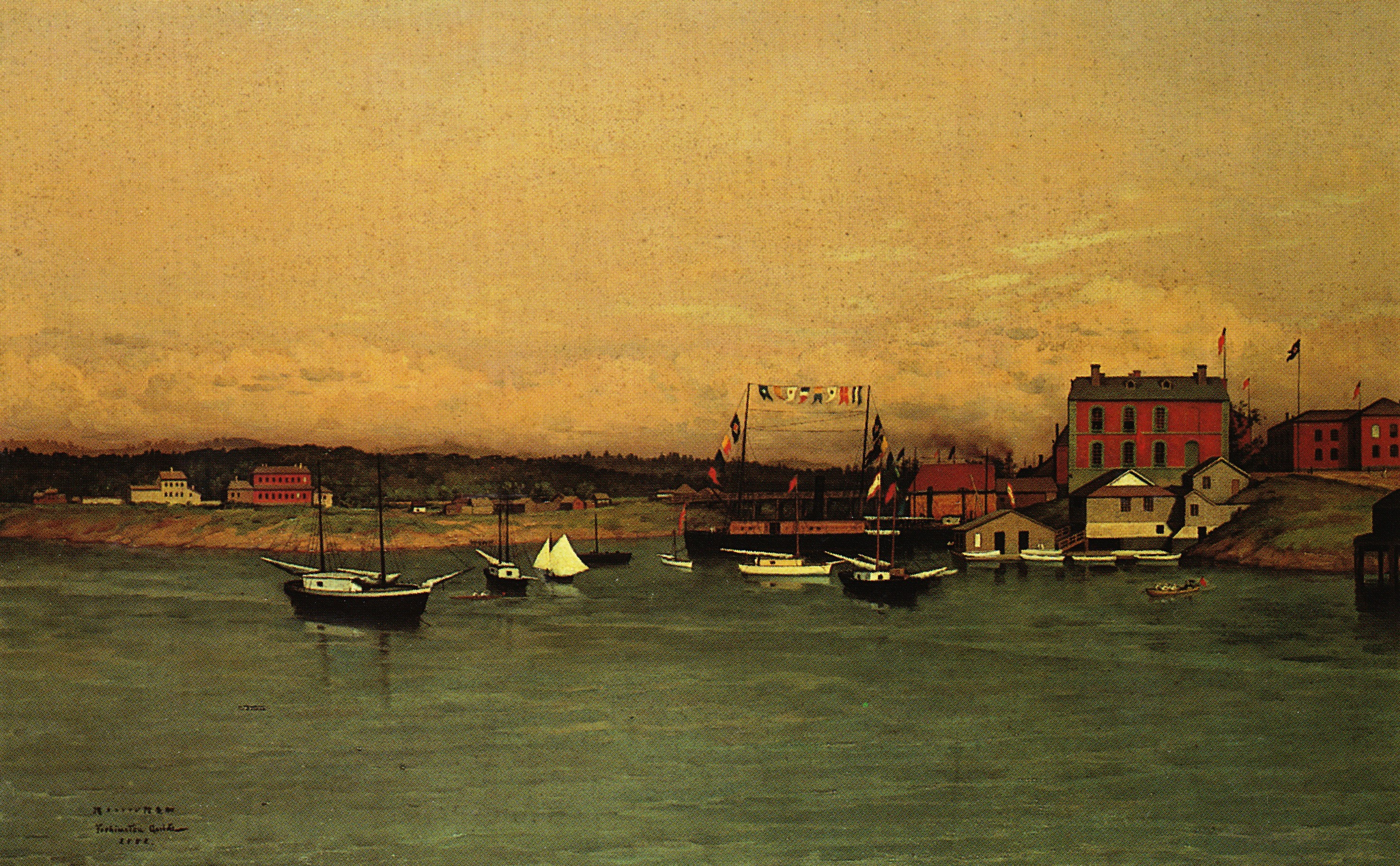
「加奈陀ビクトリア港景図」
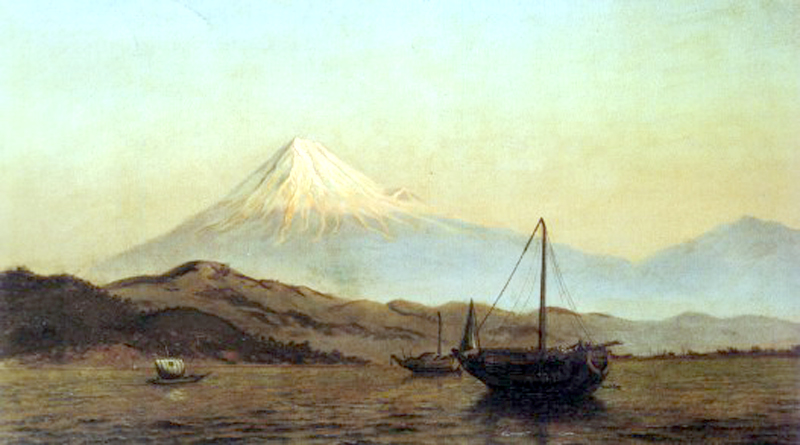
「清水の富士」

## 参考資料
- 横田洋一 『リアリズムの見果てぬ夢 浮世絵・洋画・写真』 横田洋一論文集刊行会、2009年
- 角田拓朗 『五姓田義松史料集』 中央公論美術出版、2015年 ISBN 978-4-805-50744-5
- 角田拓朗 『絵師五姓田芳柳義松親子の夢追い物語』 三好企画、2015年 ISBN 978-4-908-28701-5

展覧会図録
- 『明治の宮廷画家 五姓田義松』 神奈川県立博物館（現・神奈川県立歴史博物館）、1986年
- 『五姓田のすべて 近代絵画への架け橋』 神奈川県立歴史博物館・岡山県立美術館、2008年
- 『没後100年 五姓田義松 最後の天才』 神奈川県立歴史博物館、2015年